# Contea di Taikang
La contea di Taikang (太康县S, Tàikāng XiànP) è una contea della Cina, situata nella provincia di Henan e amministrata dalla prefettura di Zhoukou.